# Jazz Richards
Ashley Darel Jazz Richards (nascut 12 abril 1991) és un futbolista professional gal·lès que juga com a posterior en el club anglès Fulham FC. També és capaç de jugar com a lateral esquerra posterior i com a migcampista.
Va fer el seu debut amb l'absolut per al club de la seva ciutat Swansea City el 2009, i va totalitzar 51 partits oficials amb el club, inclosos els partits de la Premier League. També va jugar en Crystal Palace FC, Huddersfield Town i Fulham FC, abans d'unir-se a l'últim citat per una suma superior el 2015.
Richards va fer el seu debut internacional per a Gal·les el 2012, i va representa a la nació a la UEFA Euro 2016.

## Trajectòria de clubs

### Swansea City
Richards va fer el seu debut professional pel Swansea City AFC en un partit del Championship contra el Middlesbrough FC en la derrota de 3–0 el 15 d'agost de 2009, substituint Shaun MacDonald com un substitut en el minut 63. Al final de la temporada 2009–10 on Richards va realitzar 15 aparicions, va signar un nou contracte de dos anys amb el Swansea.